# Tyssedal
Tyssedal er en by i Odda kommune i Hordaland fylke i Norge.
Byen har 	653 indbyggere (2012), og ligger 6 km nord for Odda centrum ved riksveg 13 mod Brimnes. Tyssedal ligger mellem fjord og fjeld på østsiden af Sørfjorden i Hardanger og ved foden af Hardangervidda. Tyssedal er et typisk ensidigt industrisamfund. Tyssedal blev i 2009 opført på Norges tentative liste til UNESCOs verdensarvliste sammen med Odda, Rjukan og Notodden.

## Industri
Industrien kom til Tyssedal og Odda i begyndelsen af 1900-tallet på grund af adgang til billig elektrisk kraft. Først var der et aluminiumssmelteværk, DNN Aluminium på industrigrunden ved fjorden. I dag ligger det franskejede ilmenittsmelteværk Eramet Titanium & Iron AS, tidligere Tinfos Titan & Iron på stedet.
Filmen Hvem eier Tyssedal? fra 1975 handler om arbejdernes kamp mod nedlæggelse af virksomheden.